# Ernesto José de Marco
Ernesto José de Marco (Bento Gonçalves, 25 de outubro de 1918) é um político brasileiro.

## Vida
Filho de Ricardo De Marco e de Cecília De Marco, casado com Maria Ana Moretti De Marco, foi vereador em Erechim. Mudou-se para Chapecó na década de 1950, onde estabeleceu comércio e região pela qual por duas vezes foi deputado federal.

## Carreira
Foi deputado à Câmara dos Deputados na 45ª legislatura (1975 — 1979) e na 46ª legislatura (1979 — 1983), eleito pelo Movimento Democrático Brasileiro (MDB).